# 경산 팔공산 관봉 석조여래좌상

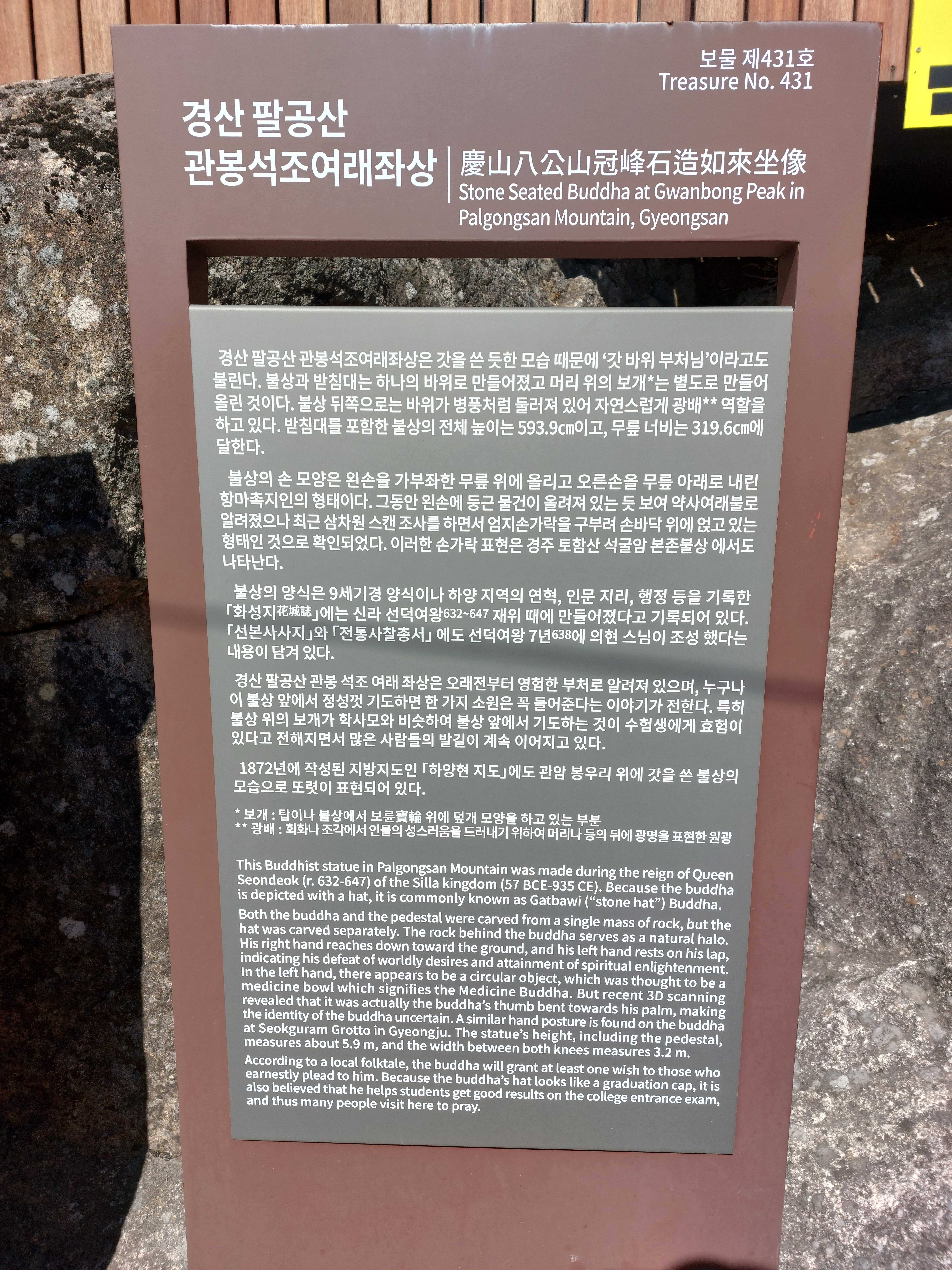
경산 팔공산 관봉석조여래좌상 안내판

경산 팔공산 관봉 석조여래좌상(慶山 八公山 冠峰 石造如來坐像)은 대한민국 경상북도 경산시 와촌면 대한리 산44번지에 위치한 불교 석상이다. 남북국 시대에 제작된 것으로, 일명 '팔공산 갓바위'라는 이름으로 잘 알려져 있다. 시대에 따라 여러 이름으로 불렸지만, 현재는 약사여래불로 불린다.
정성껏 빌면 한 가지 소원은 들어준다는 입소문이 있다. 또한 갓모양 돌이 학사모와 비슷하여 수험생을 위한 기도를 많이 한다.

## 관리
한 때는 조계종 총무원 직영이었지만, 현재는 은해사의 말사인 선본사가 소유 및 관리를 맡고 있다.

## 위치
경상북도 경산시 팔공산 남쪽 관봉(冠峰)의 정상에 병풍처럼 둘러 쳐진 암벽을 배경으로 만들어진 좌불상이다. 원래 불상이 있는 봉우리의 이름이 관봉이 아니었는데, 고려시대부터 '갓(冠)'을 쓴 불상이 유명해져 봉우리의 이름이 관봉으로 바뀐 특이한 경우이다.

### 지세
팔공산은 봉황이 날개를 펼치고 있는 형상이다. 팔공산의 중앙부는 산세가 좋은 편이며, 동화사가 있는 자리는 봉황의 아기궁이라 하여 따뜻하고 바람을 막아준다. 동화사라는 이름 자체가 한 겨울 눈 속에서도 오동나무 꽃이 핀다고 붙인 이름이다.
반면 갓바위가 있는 관봉은 날개부분이라 경사가 심한 편이고 험하다. 중앙부에서 능선을 타고 외곽인 관봉까지 올 경우 밧줄로 암벽을 타고 오는 등산로까지 있을 정도이다.
그러므로 경사가 완만한 경산시에서 선본사를 통해 오거나, 대구광역시에서는 401번 버스를 타고 종점을 지나, 계단으로 올라오는 것이 현명하다.

### 오는 길

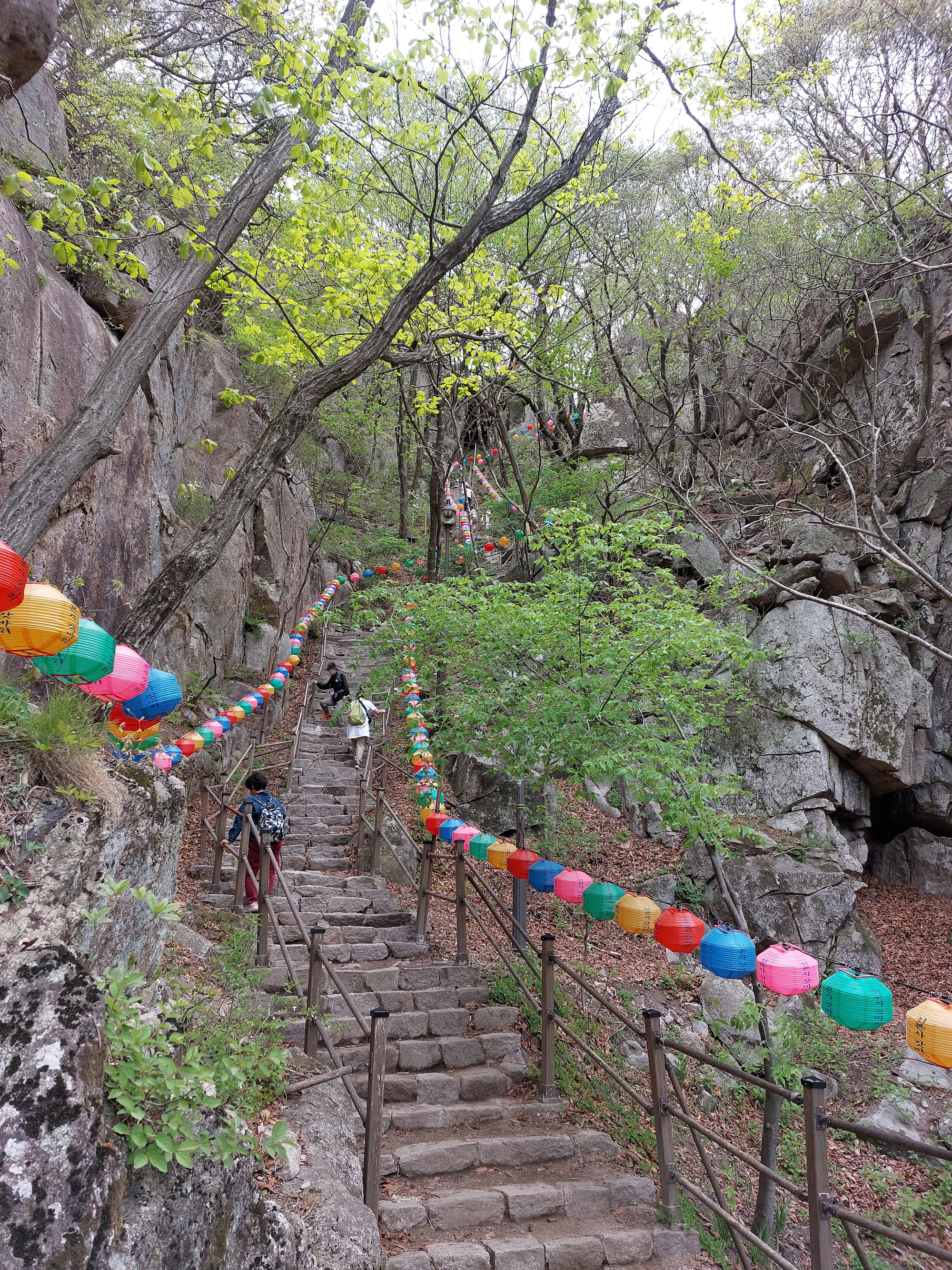
대구에서 팔공산 갓바위로 올라가는 마지막 계단

팔공산은 대구광역시 쪽에서는 경사가 가파르고 경상북도 쪽에서는 경사가 완만하다.
등산로는 제외한 길은 다음과 같다.

#### 대구광역시
자가용, 401번 버스, 관광용 버스를 타고 팔공산 갓바위시설 지구 주차장에 내린다. 팔공산 관리사무소를 지나 관광해설소, 관암사에 도착하면 1년 365일을 뜻하는 1365계단이 나타난다. 이 계단길을 따라 45분 정도 올라가면 갓바위에 도착한다. 한 겨울 눈이 내리면 빙판이 되어 올라가기가 힘들다. 그래도 대구는 대중교통으로 401번 버스가 10분마다 운행해서 편리하다.

#### 경상북도 경산시
자가용, 803번 버스, 관광용 버스를 타고 선본사 주차장에 도착한다. 선본사 계단이 대구 쪽 계단 보다 훨씬 더 좋다. 겨울에 눈이 내리면 사찰에서 제설가루를 뿌려 빙판이 되는 일도 없다. 보통 25분이 걸린다. 그러나 대중교통의 경우 경산 803번 버스의 운행간격이 30분 ~ 1시간에 달해 불편하다.

## 제작

### 제작자
638년(선덕여왕 7년)에 신라의 승려인 의현이 돌아가신 어머니를 천도하기 위하여 불상을 조각하였다. 전설에 따르면 밤이면 학들이 양식을 물고 날아와 허기와 추위를 달래주었다고 한다.

### 제작 시기
학계에서는 표현 방식으로 바탕으로 남북국시대의 신라 작품으로 파악하고 있다. 하지만 해인사의 사례로 보아 항상 옳은 것은 아니다.
당초 해인사 쌍둥이 비로자나불의 표현 양식이 조선시대라 하여, 조선시대 작품이라고 했었다. 하지만 미국까지 불상을 보내 조사한 결과 남북국시대(신라) 작품으로 밝혀졌다.

## 특징
팔공산의 봉우리에 있던 천연 암석을 깎아 들어가며 만든 불상이다. 
후에 팔각형 연꽃무늬 관(冠)을 불상의 머리에 얹었으나 지금이 많이 훼손되어 '갓'처럼 보인다.

### 신체적 특징
- 민머리 위에는 상투 모양의 머리(육계)가 뚜렷하다.
- 얼굴은 둥글고 풍만하며 탄력이 있지만, 눈꼬리가 약간 치켜 올라가 있다.
- 귀는 어깨까지 길게 내려오고 굵고 짧은 목에는 3줄의 주름인 삼도(三道)가 표시되어 있다.
- 어깨는 다소 올라가고 넓고 반듯해서 당당하고 건장하지만 가슴은 평판적이고 신체의 형태는 둔중해진 듯하다.
- 두 손은 투박하지만 정교하고 무릎 위에 올려놓았다.

### 검은 색깔
1990년대 초만 해도 부처의 몸에까지 촛불을 피우는 별난 사람들이 있었다. 이 때문에 그으름으로 지금보다 더 시커맸다.

또한 예전에 가뭄이 들면 사람들이 팔공산 관봉(갓바위) 부처에게 불을 질렀다. 부처가 쌔까매지면 용이 놀라 부처를 씻기 위해서 비를 내려주었다고 한다.

이 두 가지 요인때문에 부처의 색깔이 군데군데 거뭇하다.

### 수인
석굴암 본존상과 같은 항마촉지인(降魔觸地印)의 불좌상이다.

### 대좌
불상이 앉아 있는 대좌(臺座)는 4각형인데 앞면과 옆면으로 옷자락이 내려와 대좌를 덮고 있다.

### 광배
불상의 뒷면에 병풍처럼 둘러쳐진 암벽이 광배의 구실을 하고 있으나, 뒷면의 바위하고는 떨어져 따로 존재하고 있다.

### 제작 시기
풍만하지만 경직된 얼굴, 형식화된 옷주름, 평판적인 신체는 탄력성이 배제되어 9세기 불상의 특징이 있다. 하지만 부처의 얼굴이 입체적이면서 사실적으로 표현되고 대좌 형식이 고식이어서 8세기 불상의 특징도 그대로 가지고 있다. 그러므로 9세기 초반에 조성된 불상으로 추정된다.

## '갓(冠)'에 대한 논란
2012년 경에 선본사는 1억 6천 만원을 들여 불교문화연구소와 3D 촬영을 하고 분석을 하였다.

이를 통해 여러 가지 새로운 사실이 밝혀졌다.

### '갓'은 자연석인가?
갓바위의 '갓'은 흔히 자연석을 단순 가공해 머리에 올린 것으로 알려져 있었다. 그러나, 조사 결과 '갓'의 윗면에는 보상화(寶相華)가 새겨져 있었다.
보상화는 꽃잎이 5개의 가상의 꽃으로 불교에서 만다라화라고 부르는 흰색 연꽃이다. 그러므로 돌을 8각형으로 가공하고 보상화 무늬를 새긴 다음 홈을 내어 부처의 머리에 올린 것이다.
하지만 세월이 지나면서 풍화되고 사람들이 불을 지르는 등의 훼손을 가하였다. 그 결과 깔끔한 8각형의 '관(冠)'이 세월이 지나면서 현재의 불규칙한 '갓' 모양으로 변해버렸다.

### '갓'은 언제 올렸나?
갓바위 약사여래 부처의 신체는 통일신라시대에 제작되고, '갓'은 고려시대에 올렸다고 가장 널리 알려져 왔었다.
2012년 8월에 선본사와 불교문화연구소는 3D 촬영을 통해 '갓' 또한 통일신라 시대에 제작된 것으로 추정하였다. 그 이유는 보상화 무늬는 통일신라 기와 등에 나타나고 있어 '갓'도 통일신라 시기에 함께 조성된 것으로 보인다는 것이다.
하지만, 보상화무늬는 통일신라시대 뿐만 아니라, 고려시대에도 계속 유행하였으므로, 갓의 정확한 제작시기를 알기 위해서는 다른 증거가 더 필요해 보인다.

## 불상의 종류에 대한 논란
보통은 갓바위 부처를 약사여래불이라고 한다.

하지만 갓바위 불상의 종류는 시대에 따라 석가모니불, 아미타불, 미륵불 등으로 각각 다르게 불렸었다.

### 제작자에 따른 유추
의현은 어머니의 넋을 위로하기 위해 갓바위를 조성하였다. 따라서 극락정토에 계신 아미타여래를 나타낸 걸로 보는 것이 옳다.

### 항마촉지인(降魔觸地印)에 따른 유추
수인이 항마촉지인(降魔觸地印)으로 석가모니불인 석굴암 본존불, 아미타불인 영주 부석사 소조 아미타여래와 똑같다.

이렇게 유추하면 석가모니불 또는 아미타불 둘 중에 하나이다.

### '갓'에 따른 유추
'갓(冠)'을 쓰고 있다는 것에 따르면 미륵불이다. 고려시대 문화재인 논산 관촉사 은진 미륵을 보듯이 미륵불상은 흔히 관(冠)을쓰고 있다. 그래서 통일신라시대에 만들어진 석가모니불(또는 아미타불)에다가, 8각 보관을 고려시대에 씌워서 미륵불로 만들었다는 설도 있다.

또한 1934년 편찬된 화성지(花城誌)에 다음 기록이 있다.

"관봉 석조여래좌상을 관봉 미륵불이라고 불렀고, 이 부처님에게 비를 빌거나 복을 빌면 바로 이루어졌다고 한다."
1930년대까지는 미륵불로 인식하다가 1960년 이후에 약사여래불로 인식하기 시작했다고 한다.

### 약합에 따른 유추
1963년 태고종 종정 백암대종사가 미륵불로 불리던 갓바위 불상을 약사여래불로 명명하여, 국가지정문화재로 등재한 뒤로 약사여래불로 불린다고 한다.
약사여래불로 불린 근거는 불상의 왼손바닥 안에 조그만 약합이 있다고 알려져 왔기 때문이다. 그러나 이 왼손바닥에 있는 것이 약합이 아닌 엄지손가락으로 밝혀졌다.

### 시대별 갓바위 부처 종류의 변천
- 통일신라 : 아미타불 또는 석가모니불
- 고려시대 : 미륵불
- 조선시대 : 미륵불
- 1960년대 ~ 현재 : 약사여래불

## 문화재 지정
- 1965년 9월 1일 관봉석조여래좌상(冠峰石造如來坐像)의 이름으로 대한민국 보물로 지정되었다.
- 2010년 8월 25일 현재의 명칭으로 변경되었다.[21]

## 사진

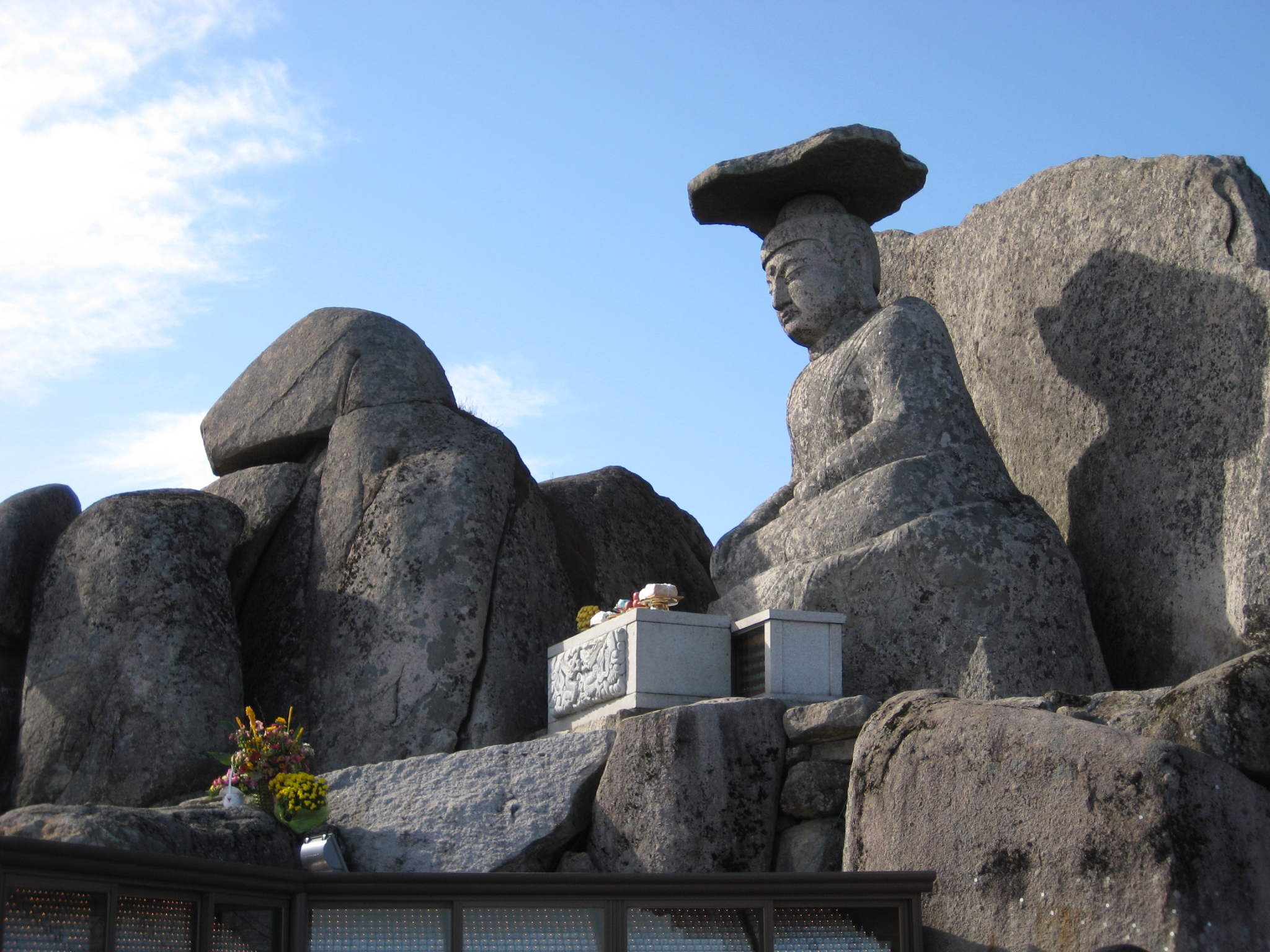
팔공산 갓바위 우측면
팔공산 갓바위 정면
갓바위에서 절하는 사람들

## 팔공산의 다른 봉우리들
- 팔공산 인봉

## 교통편
- 대구선 하양역
- 대구 도시철도 1호선 하양역
- 새만금포항고속도로 청통와촌 나들목

## 참고 자료
- 경산 팔공산 관봉 석조여래좌상 - 국가유산청 국가유산포털